# 金昊淵
金 昊淵（キム・ホヨン、1955年4月29日 - ）は、韓国の実業家、政治家。ピングレ代表取締役会長、第18代大韓民国国会議員、大韓民国空軍歴史財団理事長等を歴任。

## 経歴・人物
大韓民国忠清南道天安市出身。本貫は順天金氏。父はハンファグループ創立者の金鍾喜、ハンファグループ会長の金升淵は兄、妻は元大韓民国臨時政府主席金九の孫娘で元交通部長官金信の娘。
京畿高等学校を経て、1978年西江大学校卒業、大韓民国空軍中尉。1985年一橋大学大学院経済学研究科修士課程修了。1986年ピングレ常務取締役、漢陽流通代表取締役社長。1992年ピングレ代表取締役会長。1994年延世大学校行政大学院修士課程修了。2000年韓国科学技術院修士課程修了、光復会諮問委員。2004年フランス共和国国家功労勲章受章。2005年モンゴル国北極星勲章受章。2006年西江大学校経営学博士。モンゴル国立農業大学名誉農業経済学博士。2010年湖西大学校名誉社会福祉学博士。同年大韓民国国会議員。兄弟で財産分与をめぐり31回に渡る裁判で争い、ビングレをハンファグループから離脱させるなどした。